# Квальба
Ква́льба (фар. Hvalba, дат. Kvalbo, Kvalbø) — населённый пункт на острове Сувурой, входящем в состав Фарерского архипелага.

## География
Квальба расположена в устье Квальбиар-фьорда, в низменности, сформированной перешейками Норбергсайи и Квальбиарайи и холмом Груймсфьядль на западе.
Административно Квальба относится к коммуне Квальбиар. В мае 2023 года население Квальбы составляло 587 человек.
К западу и югу от Квальбы находятся залежи угля. Южное месторождение, находящееся в районе горы Престфьядль, разрабатывалось в период Второй мировой войны и затем, после перерыва, с 90-х годов.

### Фауна
В марте и сентябре рядом с Квальбой выплывают на берег бутылконосы. Также сюда приплывают гринды. В связи с этим населённый пункт является одним из мест ловли этих рыб. 37 % всех убитых на Фарерах белобоких дельфинов в период с 1872 по 2009 год приходятся на Квальбу и Воавур.
В 1998 году в Квальбе произошло последнее задокументированное наблюдение на Фарерах орлана-белохвоста. До 1869 года каждый дееспособный фарерский мужчина (за исключением жителей Торсхавна) облагался «налогом на клюв» (фар. nevtollur) — он должен был ежегодно приносить по одному клюву ворона или чайки. Добыча клюва орлана-белохвоста пожизненно освобождала от уплаты налога, что означает, что уже в то время эта птица редко встречалась на архипелаге.

## История
Исследователи оценивают время основания поселения на месте Квальбы началом XI века. Оно представляло собой ряд построек, группировавшихся вокруг здания церкви. Слово «Квальба» в переводе с фарерского языка означает «китовая деревня».
В связи с тем, что на Сувурое никогда не было фортификационных сооружений, остров и, в частности, Квальба часто подвергались нападениям пиратов. Самая опустошительная атака произошла в 1629 году, когда на поселение напал флот сарацин, убив 6 и захватив 30 местных жителей с целью продажи в качестве рабов. Во время одного из таких нападений внезапно начался шторм, корабли пиратов сели на мель у берега и многие из нападавших погибли в море. С тех пор место, где это случилось называется Туркагравир (фар. Turkagravir, дословно — «могилы турков»). В 1991 году часть затонувших кораблей появилась из-под земли под действием сильного ветра.
В 1850 году группа фермеров из Квальбы выкупила на аукционе остров Луйтла-Дуймун, ранее принадлежавший королю. Потомки этих фермеров до сих пор совместно владеют островом и каждое лето оставляют на нём пастись около 300 овец.
Несмотря на достаточно большую численность населения, до 1986 года в поселении не было значительных объектов промышленности. Основными видами занятости местных жителей были земледелие, рыболовство и шахтёрские работы. В 1986 году в Квальбе был открыт большой завод по переработке рыбы, а также произведено расширение портовой зоны. Однако в результате экономического кризиса 90-х годов завод был закрыт.

## Транспорт
Рядом с Квальбой расположено два тоннеля: один ведёт на север, к Сандвуйку, другой — на юг, к Тронджисвоавуру.

## Спорт
- Футбольный клуб Ройн.